# Площа Леніна (Сімферополь)
Площа Леніна (крим. Lenin meydanı, до 1967 року — Фонтанна) — головна площа Сімферополя, в Центральному районі міста.
Знаходиться між проспектом Кірова та Севастопольською вулицею. На площі проводяться основні святкові заходи, пікети різних міських організацій, цивільних об'єднань та політичних партій.
На площі розташовані будівля Кримського українського музичного театру, пам'ятник Леніну (1967, скульптор В. Г. Стамов), будинок Ради Міністрів АРК.

## Історія

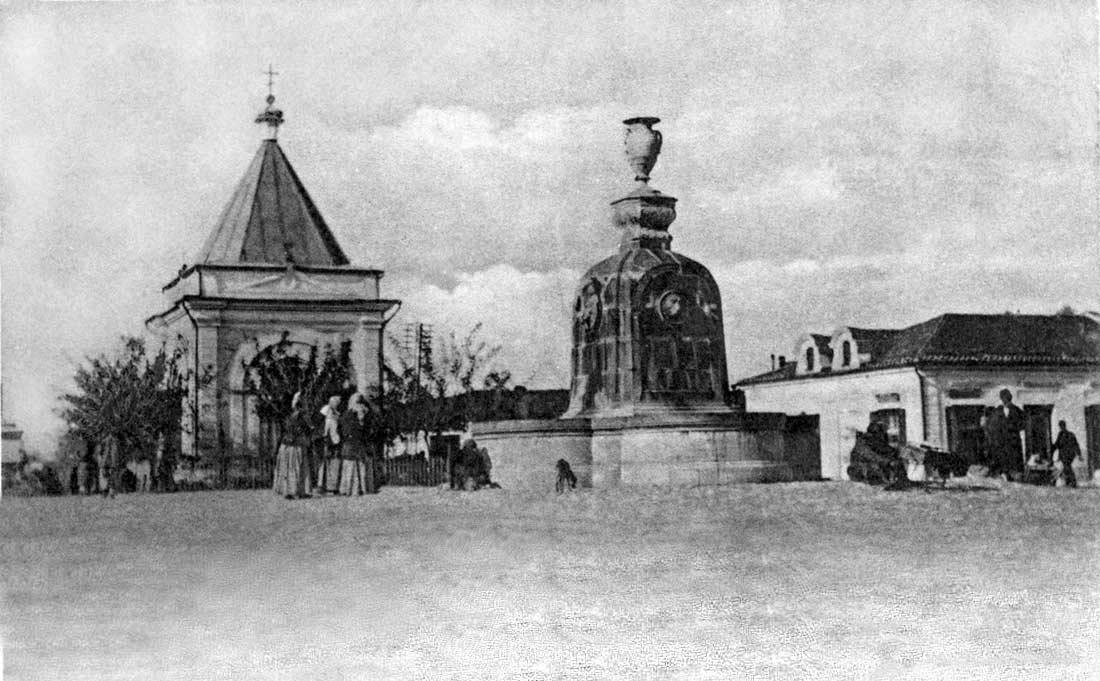
Фонтан з левами на Базарній площі, архітектор Гоняєв К. І., 1890 рік. Введений в дію в 1865, знесений в 1958 році.

До 1950-х років у районі сучасної площі розташовувався Великий міський базар, що займав територію Базарної площі, що простягалася до вулиці Самокіша.
Центральною окрасою великої Базарної площі Базарний фонтан, зведений тут 1865 році. Власне тому площа навколо нього називалася Фонтанною.
Вода у фонтан, що давав до 14000 відер води на добу, надходила глиняними трубами з розташованого за 3 версти від джерела Бор-Чокрак (кут сучасних вулиць Данилова та Севастопольської). Біля ринка розташовувалася мечеть Базар-Джамі.

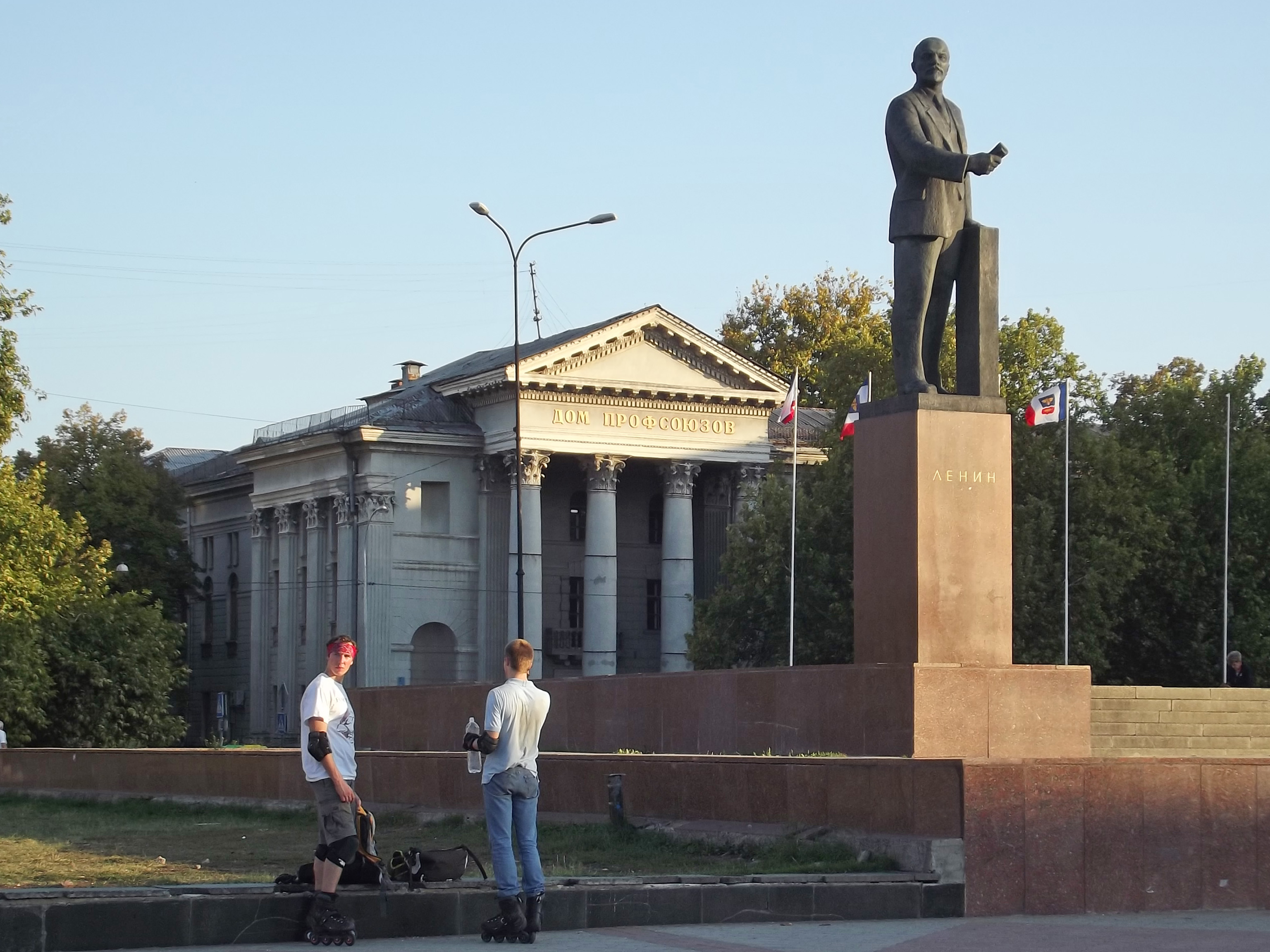
Площа та пам'ятник Леніна, 2011 рік.

У 1950-ті роки почалася реконструкція великої Базарної площі. Сам базар був перенесений в 1957-му році на південь від по проспекту Кірова на вул. Козлова, ставши Центральним ринком Сімферополя. Південна частина колишнього базару стала парком імені Треньова. У північній частині колишньої Базарної частини були побудовані Будинок профспілок (1959), Будинок Рад (1960), Український театр (1977).
Під знесення пішли багато будівель XIX століття, що оточували Базарну площу. У 1960 році побудована будівля Ради міністрів Автономної Республіки Крим в південній частині площі. Частина Базарної площі з великим фонтаном звільнила місце для пам'ятника Леніну. Пізніше знесений Пушкінський сквер і викорчувані дерева для будівництва Українського музичного театру. Вулиці змінили своє первісне розташування.
У 1967 році до ювілею Жовтневого перевороту були урочисто відкрито пам'ятник Леніну та однойменну площу.
У 2013 року кримський осередок партії «Свобода» підготував звернення до Сімферопольської міської ради з вимогою перейменувати площу Леніна на площу Соборності. Однак у місті вже була історична Соборна площа на місці сучасного Скверу Перемоги.

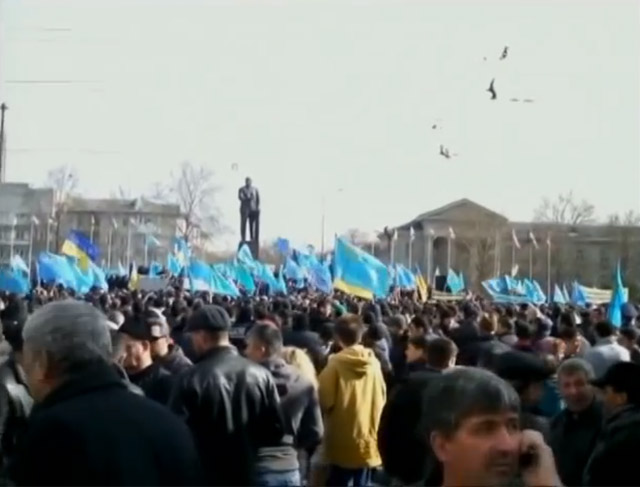
Українська маніфестація на площі перед російською окупацією, 26 лютого 2014 року.

У 2013—2014 роках на площі Леніна в Сімферополі відбулися мітинги на підтримку Євромайдану.
23 лютого на мітингу, присвяченому дню пам'яті Номана Челебіджіхана, глава Меджлісу Рефат Чубаров дав владі Сімферополя 10 днів на те, щоб визначитися з долею пам'ятника Леніну, у випадку, якщо мерія не ухвалить рішення про знесення, він пообіцяв що Меджліс «вживе заходів». Таку заяву присутні на площі сприйняли оплесками.